# Linje 104 (Göteborgs spårvägar)
Linje X är en spårvagnslinje i Göteborg. Linjen sträckte sig från Linnéplatsen till Linnéplatsen via Vagnhallen Majorna & Ekedal.
På grund av vagnsbrist så drogs linjen in i mars 2013.
Linjen återuppstår delvis under slutet av rusningstider då vagnar körs tillbaka till vagnhallar/depåer från olika vändslingor runt om i staden.
Under sommaren 2024 hade linjen sträckningen Länsmansgården - Hjalmar Brantingplatsen på grund av arbeten på hisningsbron.
Från den 28 april 2025 planeras linjen ersätta Linje 10 mellan Wavrinskys Plats och Doktor Sydows Gata, medan Linje 10 vänder vid Sahlgrenska Huvudentré. Ingenting har annonserat men linjen dyker upp om man söker i Västtrafiks reseplanerare, och linjen förekommer med samma sträcka vid sökningar på tidtabeller på Västtrafiks hemsida.